# Sulzheim
Sulzheim es un municipio situado en el distrito de Schweinfurt, en el estado federado de Baviera, Alemania. Contaba a finales de 2016 con una población de unos 1995 habitantes.
Se encuentra ubicado al noroeste del estado, en la región de Baja Franconia, cerca de la orilla del río Meno —un afluente derecho del Rin— y de la frontera con los estados de Hesse y Turingia.